# علی بکر
علی بکر (انگلیسی: Ali Bakar; ۱۸ نوامبر ۱۹۴۷ – ۹ اوت ۲۰۰۳) بازیکن فوتبال اهل مالزی بود.
این بازیکن به‌همراه تیم ملی فوتبال مالزی در بازی‌های المپیک تابستانی ۱۹۷۲ شرکت کرده‌است.